# Arcàgat
Arcàgat (en llatí Archagatus, en grec antic Ἀρχάγαθος "Arkhágatos") fou el fill del tirà Agàtocles de Siracusa. Tenia un germà de nom Heràclides.
Va acompanyar al seu pare en la seva expedició a l'Àfrica l'any 310 aC, i allí es va produir un motí dels soldats que li retreien el seu incest amb la seva madrastra Àlcia i es va escapar per poc. Agàtocles va deixar l'Àfrica per tornar a Sicília on havien sorgit conflictes, i va deixar el seu fill al càrrec de l'exèrcit. Va obtenir algunes victòries però després va ser derrotat tres vegades i es va haver de refugiar a Tunis. Agàtocles va tornar per ajudar-lo, però un motí dels soldats el va obligar a retornar a Sicília i Arcàgat i el seu germà Heràclides van morir a mans de les tropes. Arcàgat va morir a mans d'Arcesilau de Siracusa, un amic del seu pare, l'any 307 aC, segons diuen Diodor de Sicília i l'historiador Justí. Va deixar un fill conegut per Arcàgat el jove.